# Jacob Juratzka
Jakob (Jacob) Juratzka ( 1821 - 1878 ) fue un botánico, y briólogo austríaco.

## Algunas publicaciones
- 1857. Beitrag zur kenntniss der cirsien (Contribución al conocimiento de Cirsium). 6 pp.
- 1858. Ueber echinops commutatus n. sp., E. exaltatus Schrd. und E. banaticus Rochel (Acerca de Echinops commutatus n. sp., E. exaltatus Schrad. y de E. banaticus Rochel) . 4 pp.
- 1859. Cirsium reichardtii m. (Cirsium pauciflora-palustre.) 2 pp.

### Libros
- 1871. Zur Moosflora der Obersteiermark (La flora de musgos de la Alta Estiria). Ed. K.K. Zoologish-botanische Gesellschaft. 814 pp.
- 1871. Nachtrag zur Moosflora der Obersteiermark (Adición a la flora de musgos de la Alta Estiria). 1.378 pp.
- 1882. Die Laubmoosflora von Oesterreich-Ungarn: Handschriftlicher Nachlass Jakob Juratzka's, enthaltend die Beschreibung der in Oesterreich-Ungarn wachsenden Laubmoose m. Ausn. der Leskeaceae, Hypnaceae, der Andreaeaceae u. der Sphagnaceae (La flora de musgos de Austria-Hungría: residencia de escritura a mano de Jacob Juratzka, que contiene la descripción de la mayoría de musgos de Austria-Hungría de crecimiento Exc de Leskeaceae, Hypnaceae, Andreaeaceae y Sphagnaceae). Ed. Braumüller. 385 pp.

## Honores

### Epónimos
- Juratzkaea Lorentz 1866

- La abreviatura «Jur.» se emplea para indicar a Jacob Juratzka como autoridad en la descripción y clasificación científica de los vegetales.[1]